# Slovenské-Lodenice-Typ Ryn-M
Der Typ Ryn-M (auch Typ Rhein-M) ist ein Küstenmotorschiffstyp der slowakischen Werft Slovenské Lodenice in Komárno an der Donau. Von dem Schiffstyp wurden zwölf Einheiten für die Wessels Reederei in Haren (Ems) gebaut. Die Schiffe wurden von der Bauwerft noch ohne Brückendeck, Schornstein, Antennen und achteren Mast nach Constanța überführt, dort komplettiert und nach erfolgter Seeerprobung abgeliefert.

## Beschreibung
Der Antrieb der Schiffe erfolgt durch einen MaK-Dieselmotor des Typs 8 M20C mit 1.520 kW Leistung. Der Motor wirkt über ein Untersetzungsgetriebe auf einen Verstellpropeller. Die Schiffe erreichen eine Geschwindigkeit von 11,7 kn. Die Schiffe sind mit einem Bugstrahlruder mit 185 kW Leistung ausgerüstet.
Für die Stromerzeugung stehen zwei Sisu-Dieselgeneratoren (Typ: 645 DSBIG) mit jeweils 126 kVA Scheinleistung zur Verfügung. Als Notgenerator wurde ein Sisu-Dieselgenerator (Typ: 320 DSRG) mit 50 kVA Scheinleistung verbaut.
Das Deckshaus befindet sich im hinteren Bereich der Schiffe. Vor dem Deckshaus befindet sich ein boxenförmiger Laderaum. Der Laderaum ist 56,55 Meter lang, 10,20 Meter breit und 8,13 Meter hoch. Die Kapazität des Raums beträgt 4.672 m³. Er wird mit aus acht Segmenten bestehenden Faltlukendeckeln verschlossen, die hydraulisch bewegt werden können.
Die Schiffe sind mit zwei Schotten ausgerüstet, mit denen der Laderaum unterteilt werden kann. Die Schotten können an zehn Positionen errichtet werden. Werden die Schotten nicht benötigt, können sie vorn oder hinten im Laderaum gestaut werden. Die nutzbare Länge des Laderaums verringert sich dann auf 55,84 m, die Kapazität beträgt mit Schotten an Bord 4.588 m³. Die Tankdecke kann mit 15 t/m², die Lukendeckel mit 1,6 t/m² belastet werden. An Deck können 36 TEU geladen werden.
Der Rumpf der Schiffe ist eisverstärkt (Eisklasse „E“). Die Masten der Schiffe können zur Unterquerung von Brücken geklappt werden. Mit geklappten Masten sind die Schiffe 19 m, mit stehendem Mast auf dem Brückenhaus 25,35 m hoch (gemessen ab Kiel).

## Schiffe
| Bauname  | Baunr. | IMO- Nummer | Kiellegung Stapellauf Ablieferung                  | Spätere Namen und Verbleib                                |
| -------- | ------ | ----------- | -------------------------------------------------- | --------------------------------------------------------- |
| Argos    | 2971   | 9383924     | 18. Juni 1998 26. Juni 1998 24. September 2007     | 2014: Wilson Dunmoore, 2016: Argos, 2020: Wilson Dunmoore |
| Kastor   | 2972   | 9390094     | 18. Juni 1998 26. September 2007 12. Dezember 2007 | 2020: Wilson Drammen                                      |
| Herakles | 2973   | 9390109     | 18. Juni 1998 26. Oktober 2007 10. Januar 2008     | 2014: Wilson Dublin, 2018: Herakles, 2020: Wilson Dublin  |
| Jason    | 2974   | 9390111     | 18. Juni 1998 25. Januar 2008 31. März 2008        | 2020: Wilson Davanger                                     |
| Nestor   | 2975   | 9390123     | 18. Juni 1998 12. Mai 2008 27. Juli 2008           | 2020: Wilson Drogheda                                     |
| Pollux   | 2976   | 9390135     | 18. Juni 1998 2. September 2008 16. Dezember 2008  | 2014: Wilson Durness, 2016: Pollux, 2020: Wilson Durness  |
| Theseus  | 2978   | 9390159     | 18. Juni 1998 20. März 2009 25. Juni 2009          | 2014: Wilson Dundee, 2018: Theseus, 2020: Wilson Dundee   |
| Telamon  | 2977   | 9390147     | 18. Juni 1998 19. Februar 2009 23. Juni 2009       | 2020: Wilson Dusavik                                      |
| Peleus   | 2979   | 9409613     | 26. Juni 1998 29. Mai 2009 21. November 2009       | 2020: Wilson Dagenham                                     |
| Melas    | 2980   | 9409625     | 27. Juni 1998 19. Oktober 2009 13. Januar 2010     | 2020: Wilson Dieppe                                       |
| Butes    | 2981   | 9409637     | 29. Juni 1998 3. Dezember 2009 30. März 2010       | 2020: Wilson Dirdal                                       |
| Echion   | 2982   | 9496587     | 29. Juni 1998 26. Februar 2010 27. April 2010      | 2020: Wilson Dundalk                                      |

Alle Schiffe waren ursprünglich nach Argonauten benannt. Sie wurden unter der Flagge von Antigua & Barbuda mit Heimathafen St. John’s betrieben.

## Sonstiges
Die Theseus ist mit einem 160 m² großen SkySails-Zugdrachen ausgerüstet. Die Wessels Reederei hatte das System zuvor auf einem anderen Schiff erprobt.
Im September 2009 kam es zu einem Zwischenfall, als ein Hubschrauber auf dem Weg zu einer Bohrplattform vor der niederländischen Küste den Kurs des Schiffes kreuzte und der Pilot nach eigenen Angaben „plötzlich“ das Drachensegel des Frachters in seiner Flugbahn sah.